# Allées couvertes Maison du Loup

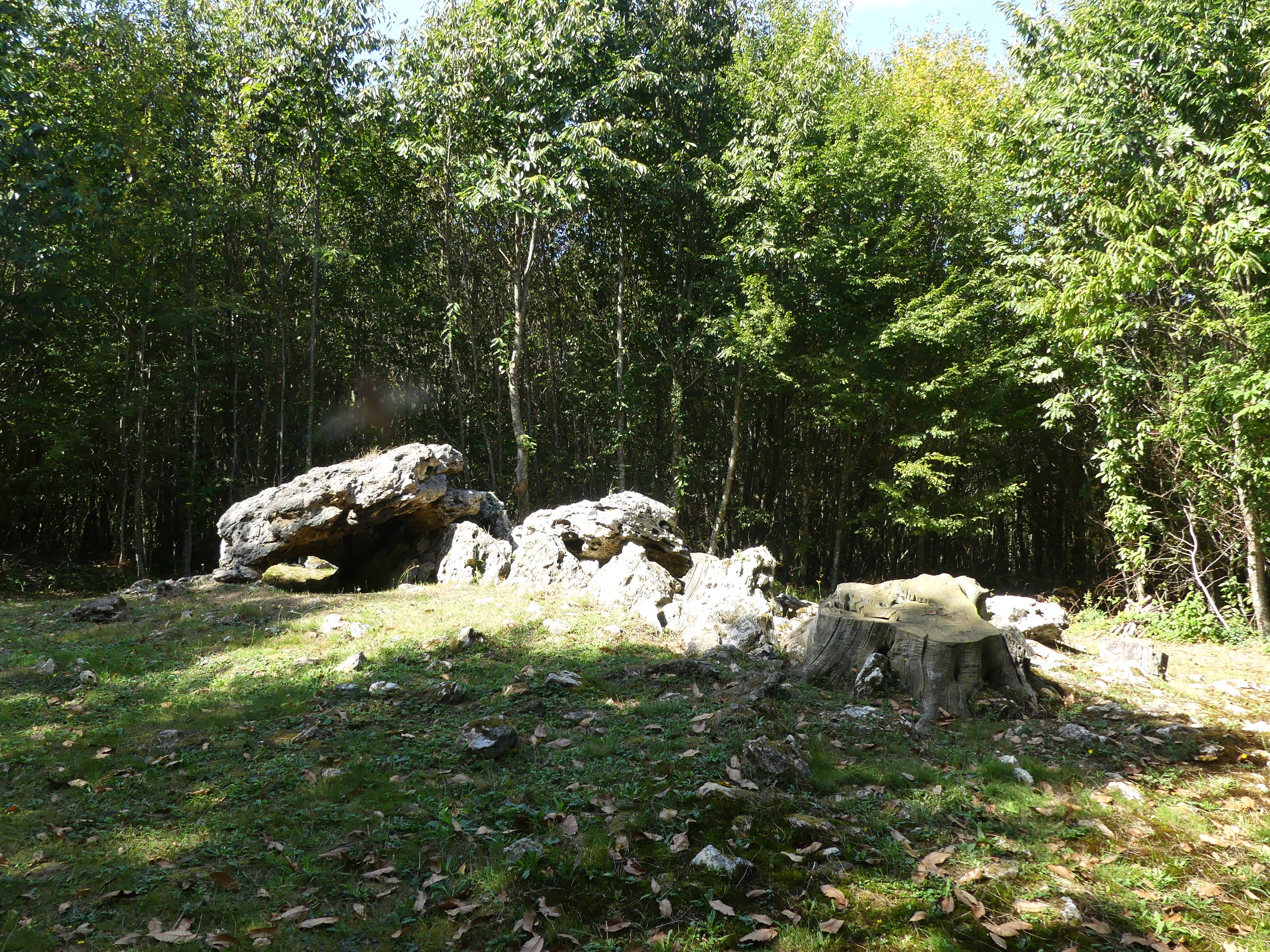
Maison du Loup 1

Die Allées couvertes Maison du Loup (auch l'Oustal-del-Loup, Montpazier Dolmen oder Allées couvertes de la Borie-Neuve genannt) – (deutsch „Haus des Wolfs“) liegen nordöstlich von Marsalès, im äußersten Süden des Département Dordogne in Frankreich. Die Reste zweier aquitanischer Allées couvertes liegen etwa 20,0 m voneinander entfernt im Wald.

## Galeriegrab 1
Galeriegrab 1 ist etwa 7,2 m lang. Seine Breite variiert zwischen 0,5 m und 0,9 m. Es wird von einem Hügel von etwa 15,0 m Durchmesser und einer maximalen Höhe von 0,4 m umschlossen. Die Orthostaten sind aus Mühlstein (französisch Silex meulier). Eine Zwischenplatte, über die R. Marchadier und M. Secondat 1935 berichten, ist verschwunden. Die teilweise zusammengebrochene Anlage wurde von drei Decksteinen bedeckt. Der größte ist etwa 3,0 m lang, 2,3 m breit und 0,4 m dick und liegt schräg gegen die Tragsteine.

## Galeriegrab 2
Galeriegrab 2 ist von geringerer Bedeutung. Die leicht trapezförmige Anlage ist etwa 6,5 Meter lang. Ihre Breite variiert zwischen 1,0 m und 0,85 m. Der Tumulus ist mit etwa 12,0 m auch kürzer.